# Yokosuka R2Y2 Keiun Kai
Yokosuka R2Y2 Keiun Kai (japanska: 景雲改, "fjädermoln-kaizen") var ett japansk projekt att ta fram ett tungt reaktionsdrivet luftförsvarsflygplan under slutet av andra världskriget. Planet var en vidareutveckling från det kolvmotordrivna spaningsflygplannet Yokosuka R2Y1 Keiun som uvecklades under samma period. Projektet var fortfarande i sin barndom när kriget avslutades och projektet färdigställdes aldrig.

## Varianter
- R2Y2 Keiun Kai – tungt luftförsvarsflygplan med kanonbeväpning i nosen, ej färdigprojekterad
- R2Y2-G Keiun Kai – attackflygplan med kanonbeväpning i nosen och bukställ för en bomb eller dito, ej färdigprojekterad

### Trycka källor
- ”Japan's lucky cloud” (på engelska). RAF Flying Review Vol.XIV (No.7). mars 1959. http://www.aviationofjapan.com/2019/05/yokosuka-r2y-keiun.html. Läst 25 december 2023.